# Richard Ferrand
Richard Ferrand (sinh ngày 1 tháng 7 năm 1962) là một chính trị gia người Pháp phục vụ như Chủ tịch Quốc hội kể từ năm 2018. Ông đã từng là thành viên của Quốc hội cho khu vực bầu cử 6 Finistère của kể từ năm 2012. Một thành viên lâu năm của đảng Xã hội, ông là Tổng thư ký của La République En Marche! từ tháng 10 năm 2016 và trở thành lãnh đạo của La République En Marche! nhóm Quốc hội vào tháng 6/2017.

## Tiểu sử
Richard Ferrand sinh ngày 1 tháng 7 năm 1962 tại Rodez, Pháp. Ferrand tốt nghiệp trung học ở Bünde, Đức và học tiếng Đức và Luật tại Đại học Capitole 1 và sau đó là Đại học Paris-Descartes nơi anh trở thành thành viên PS khi 18 tuổi.
Sau khi rời trường đại học, Ferrand làm nhà báo cho nhiều ấn phẩm bao gồm Center Press e, Auto Moto, Circuler, Vie publique, La Dépêche du Midi và Le Monde. Năm 1991, Ferrand trở thành cố vấn truyền thông cho Kofi Yamgnane, bộ trưởng ngoại giao lúc đó của Bộ trưởng Bộ Xã hội và Hội nhập.

## Sự nghiệp chính trị sớm
Richard Ferrard gia nhập Đảng Xã hội (PS) năm 1980 và được bầu làm ủy viên hội đồng tại thị trấn Carhaix-Plouguer năm 1998 với tư cách là văn phòng dân cử đầu tiên. Trong cuộc bầu cử thành phố năm 2001 và 2008, Ferrand đã thua trong cả hai lần, giành được 31% số phiếu trong năm 2008.
Trong cuộc bầu cử khu vực năm 2010, ông là một trong những ứng cử viên PS cho bộ phận Finistère. Ông trở thành ủy viên hội đồng khu vực vào ngày 21 tháng 3 năm 2010 và kể từ đó đã chủ trì nhóm xã hội chủ nghĩa và nhóm liên quan.
Năm 2007, Ferrand đã tranh cử vào khu vực bầu cử thứ sáu của Finistère dưới biểu ngữ PS. Anh thua Christian Ménard, người đã đạt được 50,19% phiếu bầu. Năm 2012, Ferrand chạy trong cùng khu vực bầu cử cho PS nơi anh nhận được 32,2% phiếu bầu trong vòng đầu tiên và sau đó 58,3% phiếu bầu trong vòng thứ hai.

## En marche!
Richard Ferrand là thành viên đầu tiên của quốc hội đăng ký phong trào En marche!. Vào tháng 10 năm 2016, ông trở thành Tổng thư ký. Tháng sau anh rời khỏi đảng xã hội Parti.
Vào ngày 8 tháng 5 năm 2017, ông tuyên bố rằng ông là ứng cử viên cho cuộc bầu cử lập pháp trong danh sách của En Marche. Vào ngày 18 tháng 6 năm 2017, ông được bầu lại vào Finistère với tư cách là Thành viên của Quốc hội, với 56,53% số phiếu.